# Honda PS
L’Honda PS, chiamato anche con il codice di telaio Honda PES 125 o Honda PES 150 a seconda della motorizzazione, è uno scooter prodotto dalla casa motociclistica giapponese Honda negli stabilimenti italiani di Atessa della Honda Italia Industriale S.p.A dal 2006 al 2012.

## Storia
Presentato al MotorShow di Bologna nel dicembre 2005 il PS nasce come erede dell’Honda @ e si posiziona come modello d’ingresso nella gamma scooter europea del costruttore al di sotto dell’SH.  
Il veicolo è stato sviluppato dal centro di ricerca e sviluppo Honda Motorcycle italiano, lo stile è opera di Gianni Pedone e la produzione viene avviata nel gennaio 2006 nello stabilimento di Atessa.

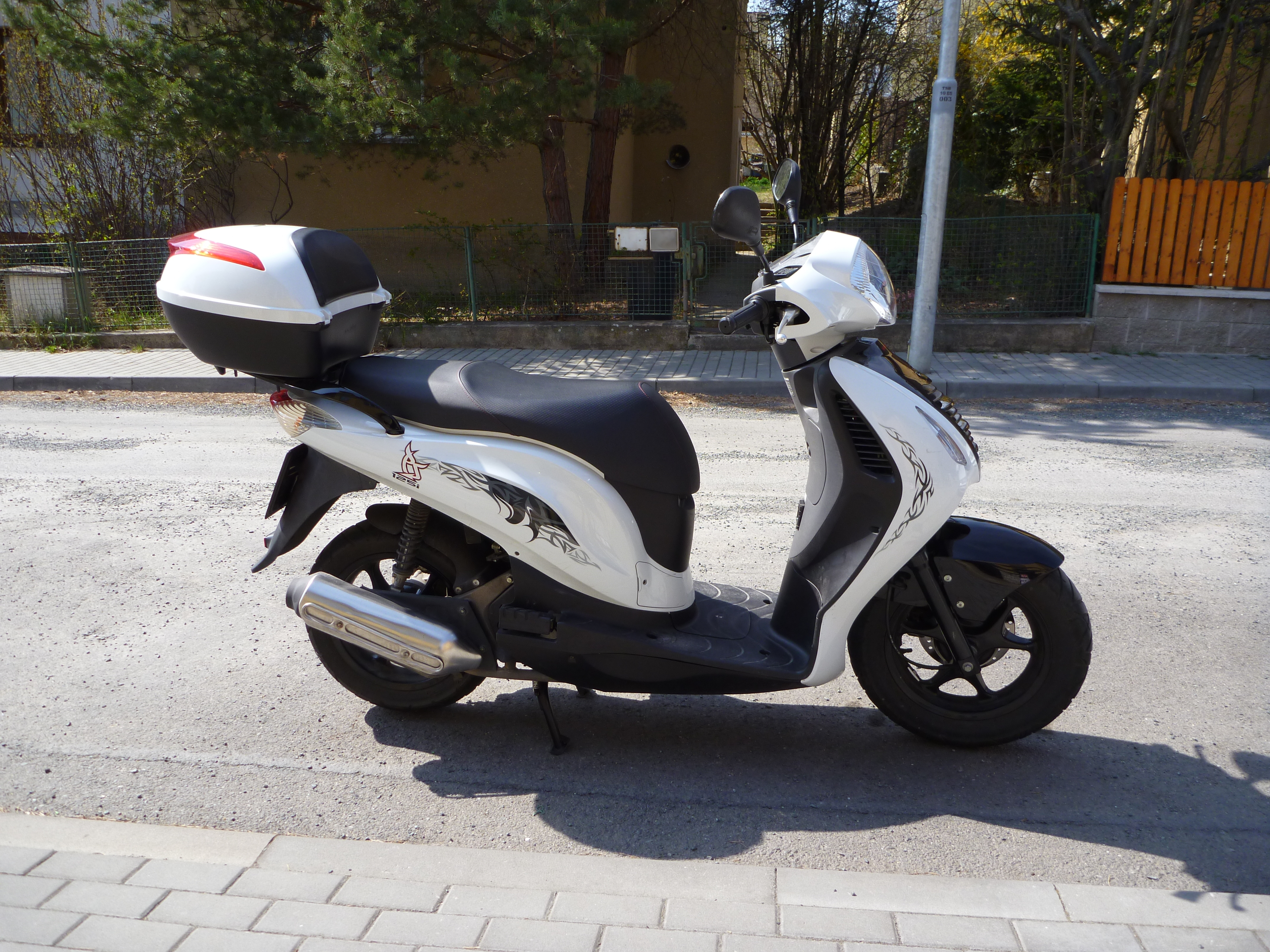
PS 125i con bauletto

Il nome PS è acronimo di Paneuropean Scooter.
A differenza dell’SH dal quale ne riprende parte della ciclistica e ne eredita il telaio tubolare con travi inferiori in acciaio, i motori e lo scarico. Le sospensioni Showa si avvalgono di una forcella telescopica, e di un doppio ammortizzatore al posteriore. L’Honda PS è più compatto dell’SH e presenta ruote di diametro inferiore (da 13”) ma mantiene la pedana quasi piatta e il vano sottosella può contenere un casco integrale.
La gamma motori è composta da due propulsori monocilindrici quattro tempi raffreddati a liquido (con il radiatore posizionato nel frontale) proposti nelle cilindrate 125 e 150 con iniezione elettronica PGM-FI omologati Euro 3. 
Il motore 125 eroga 13,7 CV (10,1 kW) a 9000 giri/min e una coppia massima pari a 11,5 Nm a 7000 giri/min. 
Il motore 150 eroga 15,8 CV (11,6 kW) a 8500 giri/min e una coppia massima pari a 14 Nm a 7000 giri/min. 
L’impianto frenante è misto con sistema di frenata integrale e disco anteriore da 220 mm con pinza a doppio pistoncino e un tamburo al posteriore da 130 mm.